# Tommaso Annoscia
Tommaso Annoscia (Bari, 4 dicembre 1904 – Bari, 25 luglio 1983) è stato un imprenditore e dirigente sportivo italiano.

## Biografia
Era un imprenditore attivo nel commercio di materiale elettrico nel barese e proprietario di diverse azioni dell'albergo Moro del fratello Pasquale, situato nel centro di Bari (in via Piccinni, nel quartiere murattiano). Nel periodo intercorso tra la seconda metà degli anni quaranta e la seconda metà degli anni sessanta ebbe un ruolo rilevante nello sport barese, in quanto presidente prima del Bari Calcio e poi del Circolo Canottieri Barion. Si sposò nel 1930 con Maria Santalucia e insieme ebbero quattro figli (di cui uno, Ninni, morì bambino nel 1958).
Era zio dell'arbitro di calcio Florenzo Annoscia.
Dal dicembre del 1944 entrò nella commissione dirigente del Bari, con il ruolo di sub commissario e vice presidente; nell'estate del 1945 subentrò a Francesco De Palma come presidente. Designò come suo sostituto Donato Accettura (che divenne quindi vice presidente) e Mario Borrelli accompagnatore della squadra e direttore sportivo. Riparò i danni riportati dallo stadio della Vittoria durante la seconda guerra mondiale, facendo anche piantare, attorno alla rete di recinzione, rampicanti e gerani. Sempre per suo interessamento il campo di gioco dello stadio fu risistemato con il prato in erba.
Nei cinque anni della sua presidenza, dal 1945 al 1950, il Bari militò in Serie A (contando anche il "campionato misto A-B" del 1945-1946); si tratta del secondo periodo più lungo trascorso dai biancorossi in massima serie (dopo il sessennio 1935-1941) e Annoscia fu il presidente con cui il Bari vi rimase per maggior tempo. Nella stagione 1946-1947 la squadra terminò il campionato di A al settimo posto, massimo risultato di sempre. Nella formazione giocavano Mihály Vörös, Severino Cavone (proveniente dal vivaio biancorosso), Giulio Pellicari, Giuseppe Moro e Mario Tontodonati.
Nel maggio 1950, subito dopo la retrocessione del Bari in Serie B, denunciò alla FIGC l'esistenza di una cricca di arbitri (la cosiddetta "casta Mazarino"), responsabile dell'arbitraggio ritenuto nettamente parziale da parte del direttore di gara Ferruccio Bellè di Venezia nell'incontro Bari-Roma (terzultima giornata del campionato di Serie A 1949-1950, finito 1-1). L'evento suscitò clamore e nonostante buona parte dell'opinione pubblica e della stampa (anche romana) riscontrasse diverse anomalie che avrebbero favorito i giallorossi capitolini, il risultato fu comunque omologato. Dopo essersi visto respingere anche il ricorso alla Commissione di Appello Federale (CAF) ed aver subìto una squalifica di tre anni, Annoscia si ritirò dal mondo del calcio lasciando alla guida del Bari Calcio il suo vice, Rocco Scafi.
Nel 1963 tornò ad occuparsi di sport, diventando presidente dell'antico "Circolo Canottieri Barion" e curando quindi canottaggio, nuoto e scherma e organizzò anche una Coppa dedicata al figlio defunto Ninni. Nel 1966 si ritirò definitivamente dalla vita pubblica.
Cinesport, la rivista sportiva trisettimanale locale dell'epoca (che si scriveva e vendeva solo a Bari), gli dedicò un'apposita rubrica chiamata "lampadino Annoscia", con chiaro riferimento alla sua attività di imprenditore nel settore elettrico. Nel 1957 gli fu assegnata l'onorificenza di Grande ufficiale dell'Ordine al merito della Repubblica italiana.